# Asesinato de Anne Searle
En 2017, Stephen Anthony Searle, un candidato a las elecciones generales del Partido de la Independencia del Reino Unido (UKIP) y miembro reciente del Consejo del Condado de Suffolk, asesinó a su esposa Anne Searle  y le dijo a la policía "He sido un niño muy travieso". 
Searle asfixió fatalmente a su esposa, Anne Searle, después de que ella se enterase de que estaba teniendo una aventura con la pareja de su hijo, madre de su nieto. Fue declarado culpable de su asesinato en julio de 2018, encarcelado de por vida y debe cumplir 14 años sin posibilidad de revisión.
Fue concejal de UKIP en el Consejo del Condado de Suffolk desde mayo de 2013 a mayo de 2017 y candidato a las elecciones generales en junio de 2017.

## Antecedentes
Stephen Anthony Searle se casó con Anne Searle en diciembre de 1972 y tuvieron tres hijos: Gary, Christopher y Stevie. Stephen, su hijo Gary y la compañera sentimental de Gary, Anastasia Pomiateeva, habían trabajado juntos en una bolera en Ipswich.  

### Carrera política
Stephen Searle, de 64 años, era miembro de UKIP del Consejo del Condado de Suffolk por Stowmarket South, elegido en mayo de 2013. Perdió su escaño en mayo de 2017 ante el líder conservador Nick Gowrley. Fue el candidato del UKIP en las Elecciones Generales de 2017 por Central Suffolk y North Ipswich y fue el último de cinco candidatos, recibiendo 1,635 votos.

## Asesinato
Searle asesinó a su esposa en su casa en The Brickfields, Stowmarket, Sufolk, poco antes de las 10:30 p. m. del 30 de diciembre de 2017.
Le dijo al operador del 999 "Acabo de matar a mi esposa"  que esta era una "situación un poco extraña, pero ya sabes ... no importa" y que estaban "bueno, solo nosotros". Luego le dijo a la policía "He sido un niño muy travieso" y "todos tenemos nuestro punto de quiebra".
Cuando llegaron los paramédicos, Anne Searle fue encontrada insensible y, a pesar de sus esfuerzos, fue declarada muerta de inmediato. La autopsia, realizada al día siguiente, reveló que la causa de la muerte fue la "compresión del cuello". Un patólogo forense dijo más tarde que "habría perdido el conocimiento después de unos ocho a quince segundos de presión" en el cuello y murió después de "una mayor presión sostenida durante un período de minutos". Stephen Searle había aprendido a realizar estrangulamientos durante su entrenamiento militar.
Fue acusado y retenido bajo custodia en el Tribunal de Magistrados de Suffolk del Sudeste el 2 de enero de 2018. Debido a su gravedad, el caso fue enviado inmediatamente al Tribunal de la Corona.

## Abuso previo
Una expareja de su hijo Gary, Sara Shepherd, dijo que le dijeron que en la década de 1990, Stephen Searle "se enojó" con su esposa en un pub, ella salió corriendo y "él sacó un arma y la amenazó delante de todo el pub lleno de gente". Una segunda mujer dijo que el arma era un rifle y que "cuando ella se detuvo él disparó el arma. Estaba apuntandola".
Kelly Lawrence, una compañera de trabajo de Anne Searle en una empresa de sushi en Earl Stonham, afirmó que en una ocasión en 2017, vio que esta tenía moretones en los brazos, y que Anne le había dicho que se los había ocasionado su esposo. Kelly Laurence dijo que Anne no presentó cargos porque después de estar casada durante tanto tiempo, creía que era "demasiado mayor para comenzar de nuevo". Otra compañera de trabajo, Sally Cutting, también dijo que Anne le dijo en junio de 2017 que las contusiones habían sido causadas por la forma en que Stephen la agarró por los brazos.
Victoria Searle, la esposa de Stevie, hijo de ambos, dijo que Stephen amenazó con matar a su esposa semanas antes de hacerlo, presagiando "Te mataré. Lo haré", y en otra ocasión trató de empujar a Anne por las escaleras. La testigo dijo que en los días anteriores él insistía en discutir todas las noches cuando Anne solo quería seguir adelante y olvidar; que no pudieron comer el almuerzo de Navidad porque él tiró la carne y los adornos a la papelera.
Anne Searle publicó el mensaje de Facebook "Feliz Navidad ... espero seguir estando aquí en 2018. Ya veremos", días antes de su muerte.

## Aventura
Stephen Searle tuvo una aventura con Anastasia Pomiateeva, la madre de su nieto y compañera sentimental de su hijo Gary, en el verano de 2017, varios meses antes del asesinato. Searle, su hijo Gary y Pomiateeva habían estado trabajando juntos en la misma bolera en Ipswich.  
El asunto comenzó en marzo de 2017 cuando Stephen Searle invitó a Pomiateeva al interior del edificio del consejo del condado de Suffolk y supuestamente le dijo que había pasado mucho tiempo desde que había tenido relaciones sexuales y se sentía sexualmente atraído por ella. Pasó semanas persiguiendo persistentemente una relación sexual, incluso enviándola fotografías de él mismo practicando culturismo. Su relación sexual comenzó en abril de 2017 y su familia se enteró de ello en junio de 2017. Stephen Searle y Pomiateeva continuaron compartiendo fotografías sexualmente explícitas, lo que resultó en que su esposa descubriera el asunto cuando encontró las imágenes y encontró texto explícito. mensajes entre él y Pomiateeva, en los que Pomiateeva era apodada "SBG", significando "la hermosa niña de Steve".

## Juicio
Stephen Searle fue juzgado por asesinato en el tribunal de Ipswich Crown en julio de 2018.
La fiscalía dijo que era probable que hubiera axfisiado a su esposa estrangulándola durante varios minutos. Él afirmó que el asesinato había sido en defensa propia y acusó a su esposa fallecida de tratar de apuñalarlo con un cuchillo de carne.
Fue declarado culpable de asesinato el 17 de julio de 2018 por un jurado que deliberó durante tres horas y media. Condenado a cadena perpetua de la cual debía cumplir 14 años sin posibilidad de revisión. No aparentaba ninguna emoción cuando fue sentenciado.

### Reacción
El juez dijo que Stephen Searle "causó olas devastadoras de dolor y angustia en toda su familia" y "trajo dolor y angustia incalculables [...] Usted ha privado a sus hijos de la madre que amaban. Ha privado a sus nietos de su abuela y ha privado a Anne de los años que le quedaban de vida".
Después del veredicto, el hijo del asesino, Gary, dijo que "simplemente no podía creer que el hombre al que idolatraba y adoraba le hubiese hecho algo así". Otro hijo, Stevie, dijo: "hoy ha habido justicia para mi madre, no solo [...] he perdido a mi madre, sino también a mi padre [...] La parte que más me duele es que perdí a mi madre, pero la persona que se llevó a mi madre también fue mi mejor amigo, era mi papá".
El exlíder del UKIP en el Consejo del Condado de Suffolk, Bill Mountford, defendió al asesino, diciendo "estas cosas suceden" y "las disputas domésticas pueden salirse de control". La organización benéfica SafeLives que hace campaña contra la violencia doméstica dijo "Con demasiada frecuencia vemos el abuso doméstico como un incidente aislado que se ha "salido de control", en lugar de lo que es: un patrón de control y abuso que tristemente termina con el asesinato de dos mujeres por semana en Inglaterra y Gales". La Sociedad Fawcett también estaba "conmocionada" por las opiniones de Mountford, diciendo: "Se dice "estas cosas pasan" como si se tratara de una cosa normal, no del asesinato de una mujer por parte de su pareja".